# مزيد الرباعي

أقسام الوزن في اللغة العربية

الفعل الرباعي، يُزاد حرفًا أو حرفين.

## المزيد حرفًا واحدًا
أما الرباعي الذي يُزاد حرفًا واحدًا فيأتي على وزن واحد هو (تَفَعْلَل)، بزيادة تاء في أوله. وهو يدل على مطاوعة الفعل المجرد، وذلك مثل دحرجته فتدحرج ـ بعثرته فتبعثر.

## المزيد حرفين
وأما الرباعي الذي يُزاد حرفين فيأتي على وزنين:
1. اِفْعَنْلَل: بزيادة الألف والنون، وهو يدل أيضًا على مطاوعة الفعل المجرد، مثل حرجمت الإبل (أي جمعتها) فاحرنجمت.
2. اِفْعَلّل: بزيادة الألف ولام ثالثة في آخره، ويدل على المبالغة، مثل اطمأنّ ـ اقشعرّ ـ اكفهرّ.[1]

## الملحقات وأوزان أخرى
لأوزان الرباعي المزيد، ملحقات ترجع إلى الأوزان الملحقة بالرباعي المجرد.